# Firuz Mustafa
Firuz Mustafa (aserbaidschanisch Firuz Qədimalı oğlu Mustafaev; * 1952 in Isali) ist ein aserbaidschanischer Schriftsteller, Dramatiker, Philosoph und Künstler.

## Leben
Firuz Mustafa wurde 1952 im Dorf Isali (Rayon Gədəbəy) in der Republik Aserbaidschan als Sohn einer Lehrerfamilie geboren. Im Jahr 1975 schloss er sein Studium an der Fakultät für Philologie der Aserbaidschanischen Staatlichen Pädagogischen Universität ab und promovierte anschließend in Philosophie.
Zwei Jahre lang unterrichtete er an Schulen im Rayon Saatlı, dann unterrichtete er Philosophie, Weltliteratur und Kulturwissenschaften für Bachelor- und Masterstudierende und Doktoranden.
Er arbeitete als Chefredakteur der Zeitungen „Medeniyet“ („Kultur“), „Maarifchi“ („Erleuchter“) und der Zeitschrift „Theater“ und moderierte beliebte Fernsehsendungen wie „Ilgym“ („Fata Morgana“), „Idrak“ („Kognition“). Er war außerdem Leiter des Drama-Sektors der Aserbaidschanischen Schriftstellerunion.
Firuz Mustafa ist mit der Lehrerin Hadzhar Huseynova verheiratet. Das Paar hat eine Tochter und einen Sohn.

## Werke
Firuz Mustafa ist der Autor von über hundert Belletristik- und wissenschaftlichen Büchern. Seine wissenschaftliche Arbeit befasst sich mit der Untersuchung von Globalisierung und kulturellen Fragen.
Sein erstes Buch „Der Dornengarten. Geschichten“ wurde 1985 veröffentlicht. Die Romane „Die Tür“, „Blume des Paradieses“, „Meerkarawane“ wurden in viele Sprachen übersetzt.
Seine Werke wurden in viele Sprachen übersetzt und in Theatern weltweit aufgeführt.

## Auszeichnungen
Firuz Mustafa ist Träger der Jabbarli- und Humay-Preise.